# Geoksjur-Tepe 1
Geoksjur-Tepe 1 ist ein Ruinenhügel in der Oase Göksüýri (russisch Гёксюр Gjoksjur) in Turkmenistan. Die dortige etwa 12 Hektar große Siedlung wurde von 1956 bis 1963 in mehreren größeren und kleineren Grabungskampagnen untersucht. Innerhalb der Siedlungsschichten fanden sich auch Grabanlagen. Die hier gefundenen Siedlungen gehören zu den ältesten Ackerbau treibenden Ansiedlungen in dieser Region.
In den 1950er Jahren startete die Sowjetunion ein umfangreiches, archäologisches Forschungsprogramm, in dessen Verlauf viele Fundstätten, vor allem in Zentralasien, untersucht wurden. In der Göksüýri-Oase wurden neun Fundorte identifiziert, die von 1 bis nach 9 durchnummeriert wurden, zum Teil aber auch eigene Namen hatten. Geoksjur-Tepe 1 ist der größte dieser Fundorte. Die dort gefundene Siedlung kann vom vierten bis ins dritte Jahrtausend v. Chr. datiert werden und gehört den Zeitstufen Namazga I bis III an. Der Ort war etwa 1000 Jahre bewohnt. Es ist der einzige der Orte, an dem die Grabungen bis hinunter zum gewachsenen Boden gingen, wobei zehn Schichten beobachtet werden konnten. Diese Schichtenfolge bildet das Rückgrat der Chronologie der Siedlungen in der Göksüýri-Oase. Die Ausgräber unterscheiden dabei drei Kulturstufen anhand der oftmals reich bemalten Keramik: die Dašlydži-Stufe, die Jalangač-Stufe und die Geoskjur-Stufe. Diese Stufeneinteilung wurde nicht in allen Teilen der Forschung übernommen. Ein Teil der Forschung bezeichnet diese Kulturstufen dagegen als Namazga I bis III. In der obersten Schicht wurde in der Mitte von Geoksjur-Tepe 1 ein größerer Teil der Siedlung freigelegt, wobei eine enge Gasse mit Wohnhäusern zu beiden Seiten zu Tage kam. Die Häuser waren rechteckig und hatten einen, manchmal aber auch mehrere Räume, wobei nicht immer ganz sicher ist, welche Räume welchen Wohnbauten zuzurechnen sind. Zum Fundgut gehören zahlreiche stilisierte Tonstatuetten, die meist nackte Frauen darstellen. An Tierknochen fanden sich Rinder, viel Kleinvieh und einige Hunde, daneben belegen Knochen von Wildtieren die Jagd.
Bemerkenswert sind die gefundenen Grabanlagen, da sonst nur wenige Bestattungen in den Siedlungen der Göksüýri-Oase festgestellt wurden. Insgesamt wurden 34 Grabkammern mit mehr als 200 Bestattungen entdeckt. Es scheint, dass die Bestattungen am Rande der Siedlung stattfanden. Bei den Gräbern handelt es sich um runde aus Lehmziegeln erbaute Kammern mit einem Gewölbe als Dach. Es handelt sich um die bisher ältesten belegten Gewölbe in Zentralasien. Die Grabkammern wurden über längere Zeit genutzt und mit Leichen gefüllt, bis kein Platz mehr vorhanden war. Es gab an der Seite einen Zugang, der zugemauert wurde, wenn die Kammern nicht mehr benutzt wurden. Die Grabkammern sind wahrscheinlich einst zu ebener Erde errichtet worden und waren seinerzeit mit Schilfmatten ausgelegt. Die Toten lagen meist auf der linken Seite in Hockerstellung. Grabbeigaben sind eher selten. Es handelt sich um Tierknochen, Schmuck und wenige Gefäße.